# 马松子
马松子（学名：Melochia corchorifolia），也叫野路葵，为锦葵科马松子属下的一种草本植物，见于世界各大洲热带地区。

## 扩展阅读
- 維基物種上的相關：马松子